# Dopolavoro Aziendale Falck 1940-1941
Questa voce raccoglie le informazioni riguardanti il Dopolavoro Aziendale Falck nelle competizioni ufficiali della stagione 1940-1941.

## Rosa
| N. |                   | Ruolo | Calciatore         |
| -- | ----------------- | ----- | ------------------ |
|    | Italia (bandiera) | A     | Bruno Anastasi     |
|    | Italia (bandiera) | D     | Arnaldo Bianchi    |
|    | Italia (bandiera) | P     | Aristide Bossi     |
|    | Italia (bandiera) | A     | Giordano Bussola   |
|    | Italia (bandiera) | C     | Radames Buzzi      |
|    | Italia (bandiera) | C     | Giuseppe Carminati |
|    | Italia (bandiera) | C     | Giuseppe Casati    |
|    | Italia (bandiera) | P     | Ezio Casiraghi     |
|    | Italia (bandiera) | A     | Aldo Collimedaglia |
|    | Italia (bandiera) | D     | Giuseppe Comitani  |
|    | Italia (bandiera) | D     | Adone Comotti      |
|    | Italia (bandiera) | A     | Remo Cossio        |
|    | Italia (bandiera) | A     | Aldo Ducceschi     |
|    | Italia (bandiera) | C     | Bruno Fanesi       |
|    | Italia (bandiera) | A     | Camillo Fusi       |

| N. |                   | Ruolo | Calciatore          |
| -- | ----------------- | ----- | ------------------- |
|    | Italia (bandiera) | A     | Costantino Galbiati |
|    | Italia (bandiera) | C     | Diego Ghezzi        |
|    | Italia (bandiera) | P     | Enrico Grazioli     |
|    | Italia (bandiera) | A     | Piero Lucchini      |
|    | Italia (bandiera) | C     | Bruno Magni         |
|    | Italia (bandiera) | C     | Isidoro Magni       |
|    | Italia (bandiera) | P     | Bruno Maurizi       |
|    | Italia (bandiera) | A     | Renato Meledandri   |
|    | Italia (bandiera) | A     | Osvaldo Mosconi     |
|    | Italia (bandiera) | D     | Giuseppe Seregni    |
|    | Italia (bandiera) | A     | Giuseppe Solcia     |
|    | Italia (bandiera) | C     | Giuseppe Taccani    |
|    | Italia (bandiera) | A     | Erminio Teruzzi     |
|    | Italia (bandiera) | A     | Pierino Tinelli     |
|    | Italia (bandiera) | A     | Cherubino Villa     |